# Wapen van Alem

Het wapen van Alem

Het wapen van Alem is op 16 juli 1817 bij besluit van de Hoge Raad van Adel aan de voormalige Noord-Brabantse gemeente Alem bevestigd. Op 1 januari 1821 is Alem opgegaan in de gemeente Alem, Maren en Kessel. Deze gemeente heeft nooit een nieuw wapen aangevraagd en bij de Hoge Raad van Adel stond het wapen van Alem nog steeds geregistreerd als gemeentewapen. De gemeente gebruikte echter het wapen van Maren in de kleuren van het wapen van Kessel officieus tot aan de opheffing in 1958. Alem was door verlegging van de Maas aan de noordelijke oever komen te liggen en werd ingedeeld bij Maasdriel. In het wapen van Maasdriel zijn geen elementen overgenomen uit het wapen van Alem.

## Geschiedenis
Bij de wapenaanvraag in 1815 werd een schependomzegel gebruikt als voorbeeld voor het wapen. Dit zegel uit de veertiende eeuw toonde St. Odrada, de parochieheilige van Alem en aldaar begraven. Deze was via de abdij van St. Trudo in St. Truiden, die vroeger een groot deel van Alem bezat, aan de parochie verbonden. Deze heilige houdt in haar rechterhand een gesloten boek. In haar linkerhand houdt ze een takje met bloemen of knoppen. De tekenaar was niet meer bekend met de viering van St. Odrada en vermoedde mogelijk dat het om St. Hubertus ging. Hij beeldde de heilige af als een mannetje met een sik, maar wel met de attributen van St. Odrada. De Hoge Raad van Adel liet in de beschrijving in het midden wie de heilige moest voorstellen.

## Blazoen
De beschrijving van 16 juli 1817 luidt als volgt: 
In azuur een heilige met een nimbus, in de linkerhand drie bloemen en in de rechterhand een opengeslagen boek dragende, de heilige staande op een losse grond, alles van goud.
De beschrijving ontbreekt in het register en is later toegevoegd. De heraldische kleuren in het wapen zijn lazuur (blauw) en goud (geel). Dit zijn de rijkskleuren.
Aalburg
· Aalst
· Aarle-Rixtel
· Alem 
· Alem, Maren en Kessel
· Almkerk
· Alphen en Riel
· Andel
· Baardwijk
· Bakel en Milheeze
· Beek en Donk
· Beers
· Berghem
· Berkel-Enschot
· Berlicum
· Besoyen
· Beugen en Rijkevoort
· Bladel en Netersel
· Bokhoven
· Borkel en Schaft
· Boxmeer
· Budel
· Capelle
· Chaam
· Cromvoirt
· Cuijk
· Cuijk en Sint Agatha
· De Werken en Sleeuwijk
· Den Dungen
· Deurne en Liessel
· Dieden, Demen en Langel
· Diessen
· Dinteloord (en Prinsenland)
· Dinther
· Dommelen
· Drongelen, Haagoort, Gansoijen en Doeveren
· Drunen
· Duizel en Steensel
· Dussen
· Eersel
· Eethen
· Emmikhoven en Waardhuizen
· Empel en Meerwijk
· Engelen
· Erp
· Esch
· Escharen
· Fijnaart en Heijningen
· Gassel
· Geffen
· Geldrop
· Gemert
· Genderen
· Gestel en Blaarthem
· Giessen
· Ginneken en Bavel
· Grave
· 's Gravenmoer
· Haaren 
· Halsteren
· Haps
· Haren en Macharen
· Hedikhuizen
· Heesch
· Heeswijk
· Heeswijk-Dinther
· Heeze
· Helvoirt
· Herpt
· Hoeven
· Hooge en Lage Mierde
· Hooge en Lage Zwaluwe
· Hoogeloon, Hapert en Casteren
· Huijbergen
· Kessel
· Klundert
· Landerd
· Leende
· Liempde
· Lierop
· Lieshout
· Linden
· Lith
· Luyksgestel
· Maarheeze
· Maasdonk
· Maashees en Overloon
· Made en Drimmelen
· Maren
· Meeuwen
· Megen, Haren en Macharen
· Mierlo
· Mill en Sint Hubert
· Moergestel
· Nederwetten en Eckart
· Nieuw-Ginneken
· Nieuw-Vossemeer
· Nieuwkuijk
· Nistelrode
· Nuenen en Gerwen
· Nuland
· Oeffelt
· Oerle
· Oijen en Teeffelen
· Oost-, West- en Middelbeers
· Oploo, Sint Anthonis en Ledeacker
· Ossendrecht
· Oud en Nieuw Gastel
· Oudenbosch
· Oudheusden
· Princenhage
· Prinsenbeek
· Putte
· Raamsdonk
· Ravenstein
· Reek
· Reusel
· Riethoven
· Rijsbergen
· Rijswijk
· Roosendaal en Nispen
· Rosmalen
· Sambeek
· Schaijk
· Schijndel
· Sint Anthonis
· Sint-Michielsgestel
· Sint-Oedenrode
· Soerendonk, Sterksel en Gastel
· Sprang
· Sprang-Capelle
· Standdaarbuiten
· Stiphout
· Stratum
· Strijp
· Terheijden
· Teteringen
· Tongelre
· Uden
· Udenhout
· Veen
· Veghel
· Veldhoven en Meerveldhoven
· Velp
· Vessem, Wintelre en Knegsel
· Vierlingsbeek
· Vlierden
· Vlijmen
· Vrijhoeve-Capelle
· Wanroij
· Waspik
· Werkendam
· Westerhoven
· Wijk en Aalburg
· Willemstad
· Woensel (en Eckart)
· Woudrichem
· Wouw
· Zeeland
· Zesgehuchten
· Zevenbergen